# 蔡宛珊
蔡宛珊（英語：Sarika Choy Yuen Shan，1984年6月19日—）香港模特兒，2001年已經開始接任模特兒工作，曾經跟周星馳一起拍生力啤廣告，亦拍過黎明及許志安MV。

## 簡歷
她是中印混血兒，父親是華人，母親是印度人。入讀香港公開大學語言研究學士（英文），又獲得香港大學專業進修學院進階商業英語文憑課程及愛丁堡納皮爾大學廣告及公關學士。2003年入讀菲臘牙科醫院手術助理課程之後，由兼職模特兒轉任全職模特兒。現主要主持及司儀工作。

## 演出

### 電影
- 2006年：《寶貝計劃》

### 電視節目主持（ViuTV）
- 2018年：《Girls' Talk》
- 2019年：《View》
- 2020年：《今晚趁熱食》
- 2021年：《異國風情畫》 歐美篇
- 2021年：《最後一屆口罩小姐選舉總決賽》
- 2021年：《學神出沒注意》
- 2021-22年：《今餐有料到》
- 2022年：《磚們港樓》
- 2023年：《幫手預埋我》

### 主持（其他）
- 2021年9月18日：培生擂台：無敵盃

### 電視節目演出（ViuTV）
- 2020年：《鼠年行運要點相》第2集嘉賓
- 2020年：《點相 III 先機算》現場觀眾
- 2021年：《ViuTV 5周年：繼續向前》
- 2021年：《考有Feel》第9-10集參賽者
- 2021年：《中女唔易做》第13集嘉賓
- 2021年：《海陸勁技場》演出
- 2021年：《ViuTV 2022》演出
- 2024年：《公司冇逼我跑馬拉松》
- 2024年：《適者生存》

### 電視劇（ViuTV）
- 2019年：《黑市—鬼子母神》 飾 魏醫生（Macy）
- 2020年：《歎息橋》 飾 Travis
- 2020年：《熟女強人》 飾 邱太
- 2020年：《暖男爸爸》 飾 Charlotte（第15、16集）
- 2021年：《無限斜棟有限公司》 飾 Anna（第15-17集）
- 2022年：《冥冥之中》 飾 明太
- 2023年：《社內相親》 飾 趙友晶
- 2024年：《出租大叔》 飾 Rose

### 電視節目（Now TV）
- 2014年：《電視節目有好多種》主持

### 電視節目（其他）
- BBC World《The Real Hong Kong》
- 香港賽馬會《Finding Happy Wednesday》
- YAHOO《Fashion Channel》

### 電影（中國大陸）
- 2018年：《宇宙有愛浪漫同遊》

## 網頁
- 蔡宛珊的Facebook專頁
- 蔡宛珊的Instagram帳戶
- 蔡宛珊的新浪微博
- 蔡宛珊在豆瓣上的资料（简体中文）
- 蔡宛珊Sarika | Chessman Hong Kong （页面存档备份，存于）